# Dzmitryj Dzjubin
Dzmitryj Dzjubin, accreditato come Dmitriy Dziubin dalla IAAF (in bielorusso Дзмітрый Дзюбін?; 12 luglio 1990), è un marciatore bielorusso, medaglia di bronzo nella marcia 50 km ai campionati europei di Berlino 2018.

## Palmarès
| Anno | Manifestazione  | Sede    | Evento       | Risultato | Prestazione | Note                                     |
| ---- | --------------- | ------- | ------------ | --------- | ----------- | ---------------------------------------- |
| 2017 | Mondiali        | Londra  | Marcia 20 km | 49º       | 1h25'41"    |                                          |
| 2018 | Europei         | Berlino | Marcia 50 km | Bronzo    | 3h47'59"    | Miglior prestazione personale            |
| 2019 | Mondiali        | Doha    | Marcia 50 km | dnf       | dnf         |                                          |
| 2021 | Giochi olimpici | Tokyo   | Marcia 50 km | 22º       | 4h00'25"    | Miglior prestazione personale stagionale |